# Distelvlinder

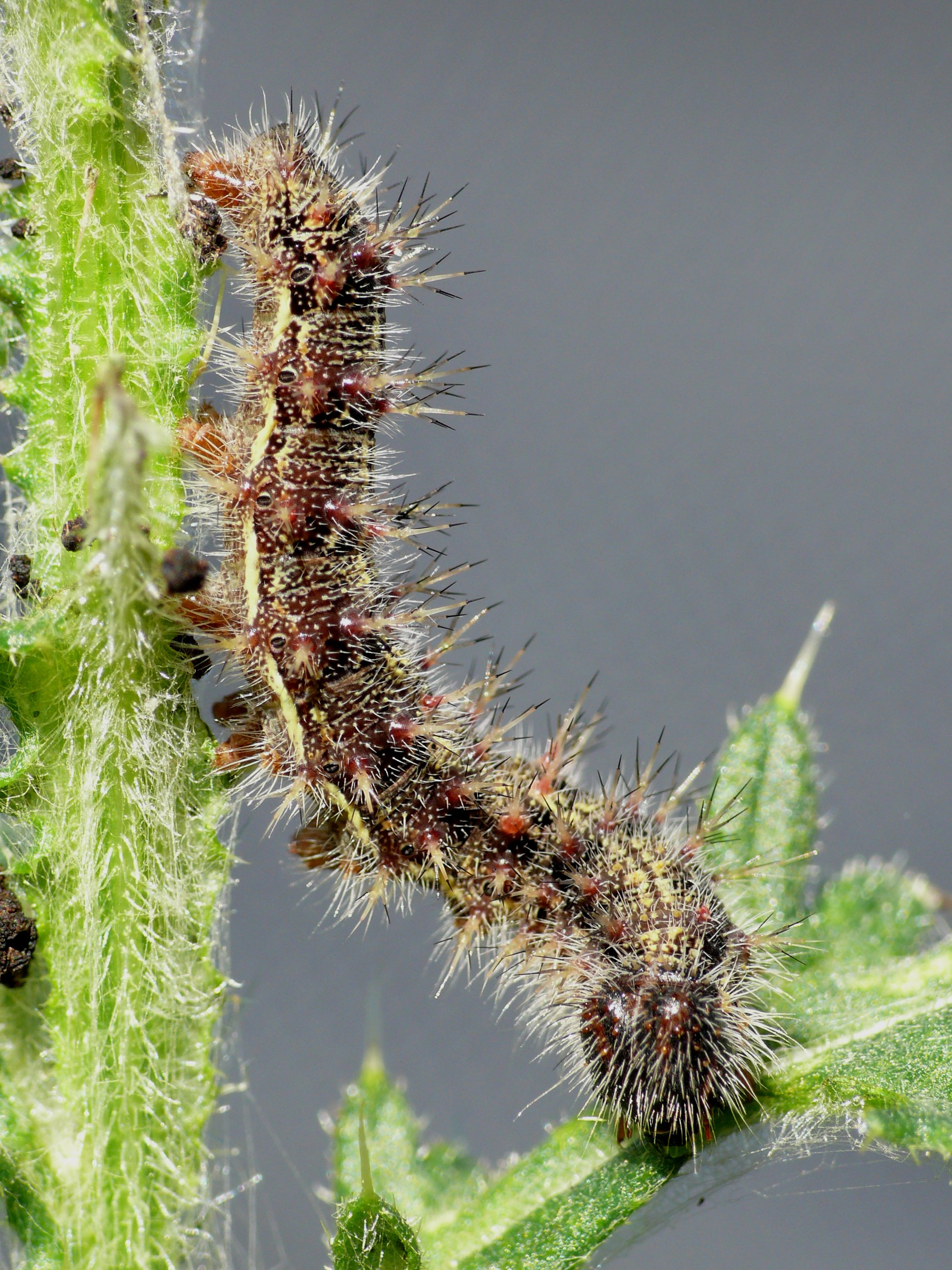
Rups

De distelvlinder (Vanessa cardui) is een vlinder uit de onderfamilie Nymphalinae van de familie van de aurelia's (Nymphalidae). In Nederland en België is de distelvlinder vooral bekend als trekvlinder die in sterk wisselende aantallen passeert. Zowel de Nederlandstalige als de wetenschappelijke naam van deze soort verwijzen naar het geslacht van de distels (Carduus), waardplanten van de distelvlinder.

## Beschrijving
Distelvlinders hebben oranje vleugels met zwarte vlekken, en aan de vleugelpunten van de voorvleugels een zwart gebied met witte vlekken. Aan de onderzijde van de achtervleugels zitten vijf ronde vlekken, die soms een blauw hart hebben en oogvlekken worden. De onderzijde is verder bruin met witte lijntjes in een fijn vakjespatroon. De spanwijdte is 5 tot 6 centimeter. De distelvlinder lijkt door zijn oranje-zwarte tekening enigszins op parelmoervlinders, maar onderscheidt zich makkelijk door de zwart met witte vleugelpunten.

## Voedsel

### Volwassen dier
De imago van de distelvlinder drinkt graag nectar van allerlei bloemen, en is bijvoorbeeld vaak te vinden op vlinderstruiken in tuinen. In tegenstelling tot de verwante atalanta komt de distelvlinder echter niet af op rottend fruit.

### Waardplanten
De distelvlinder gebruikt vooral vederdistelsoorten (Cirsium) als waardplant, met een voorkeur voor akkerdistel, kale jonker en speerdistel.   Ook vele andere planten zoals klit (Arctium), alsem (Artemisia), bernagie (Borago officinalis), slangenkruid (Echium vulgare), Helianthus en brandnetel (Urtica) worden gebruikt.
De eitjes worden door het vrouwtje een voor een op de bovenzijde van het blad afgezet. De voorkeur gaat uit naar planten in de volle zon in een lage vegetatie. De rups gaat vervolgens naar de onderzijde van het blad, spint dat met een paar losse draden bij elkaar en voedt zich met het blad. Alleen harde nerven blijven over. Als het blad op is, maakt hij een nieuw spinsel op dezelfde plant en eet daar verder. Zo blijven er rommelige kaalgevreten samengebonden bladeren met uitwerpselen achter. Alleen in het laatste stadium loopt de rups "vrij" over de waardplant. Uiteindelijk verpopt hij meestal op een plant in de buurt van de waardplant, weer in een los spinsel. De totale levensfase als rups duurt ongeveer een maand.

## Voorkomen
Distelvlinders komen overal ter wereld voor, behalve op Antarctica en in Zuid-Amerika. Zij trekken alleen, of in groepen van twee of drie, vijftig tot honderd. De vliegtijd in de Benelux is van april tot oktober. In het najaar vindt remigratie plaats, in hoeverre die vanuit Nederland en België succesvol is, is niet duidelijk. In tropische gebieden zijn distelvlinders heel het jaar door te vinden. Hoewel  goede vliegers zijn, bepalen luchtstromingen mede de richting van hun reis. Ze profiteren van meewind door zich met hogere luchtstromingen te laten meevoeren over de Sahara en de Middellandse Zee. Zelfs op meer dan 1000 meter hoogte worden soms nog flinke aantallen waargenomen.
De vlinders die we in Europa tegenkomen, zijn in het algemeen afkomstig uit Centraal-Europa, in mindere mate uit Noord-Afrika en Zuid-Europa, waar de soort overwintert. In Zuid-Europa vindt een eerste voortplanting plaats. In de voorzomer trekken de vlinders naar noordelijker streken, tot in Scandinavië toe. Zij laten zich daarbij door gunstige wind meevoeren.  Soms is er in september en oktober een kleine tweede generatie. 
De aantallen kunnen van jaar tot jaar sterk verschillen. In 2009 vond er bijvoorbeeld een enorme invasie van distelvlinders plaats, nadat de weersomstandigheden in het Atlasgebergte gunstig waren geweest (veel regen) en de wind in het voorjaar eveneens (distelvlinders kunnen niet tegen noordenwind). Vanuit radarbeelden werd dat jaar een berekening gemaakt die uitkwam op bijna 4 miljoen vlinders die in 2 dagen tijd (op 25 en 29 mei 2009) in een 300 kilometer brede strook over Zuid Engeland zijn gevlogen. De soort legt in een soort estafette van generaties een tocht van maar liefst 15.000 kilometer af. Een distelvlinder vliegt gewoonlijk 8 tot 15 km/uur, maar wel 50 km/uur komt ook voor.

## Afbeeldingen

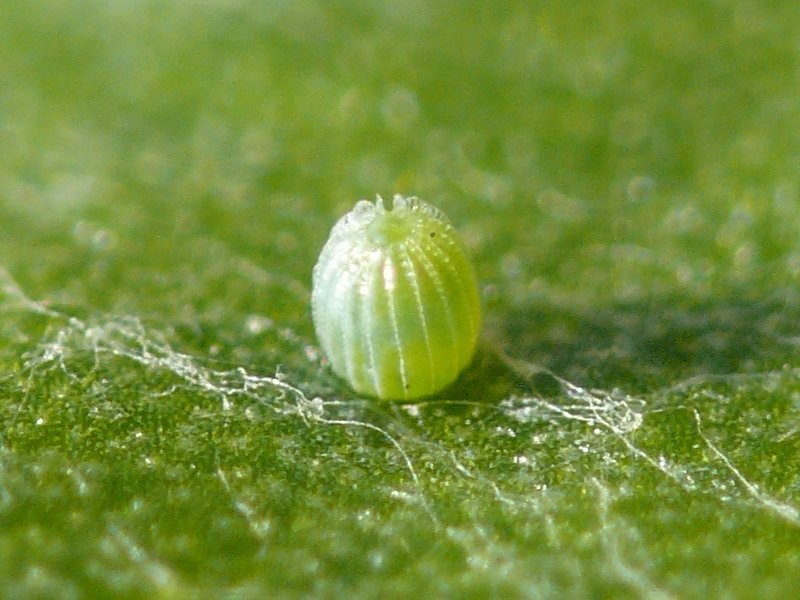
Ei
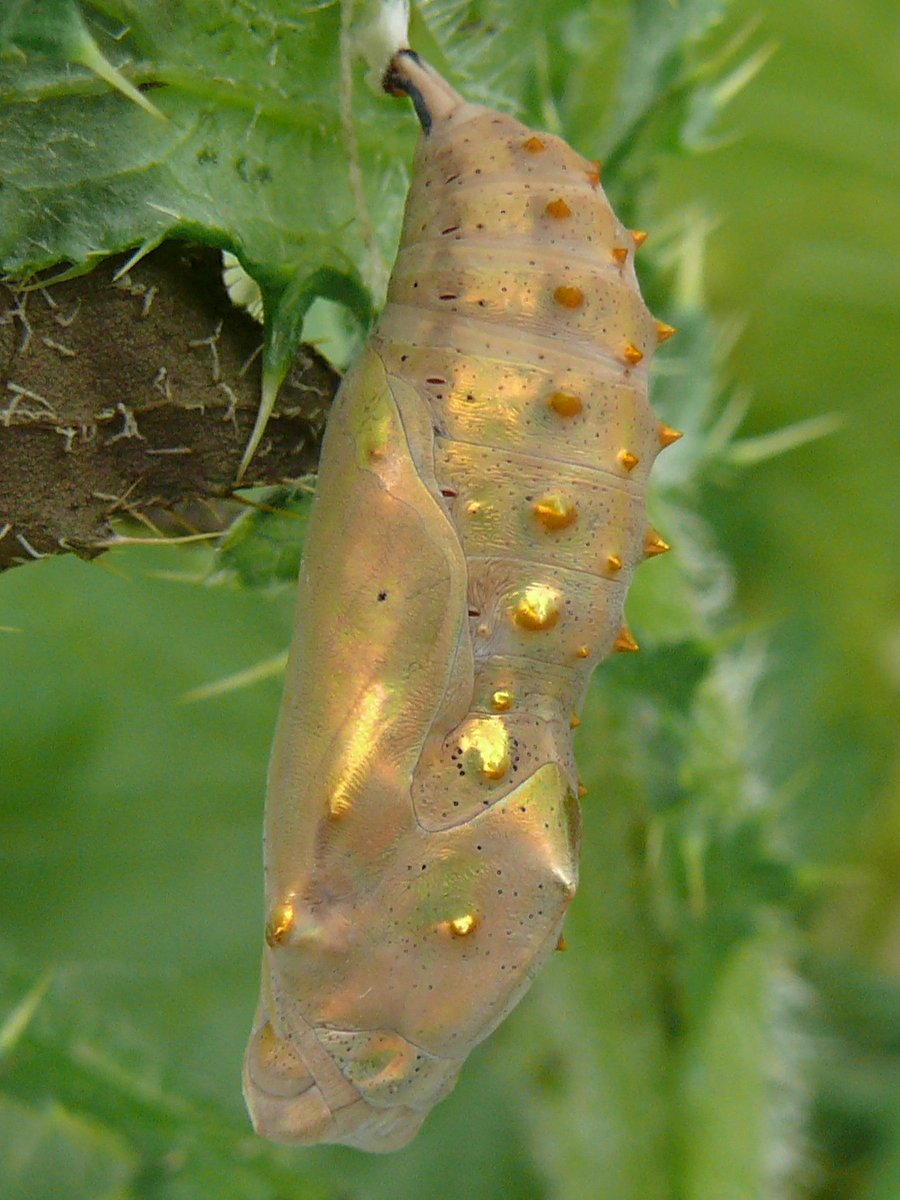
Pop
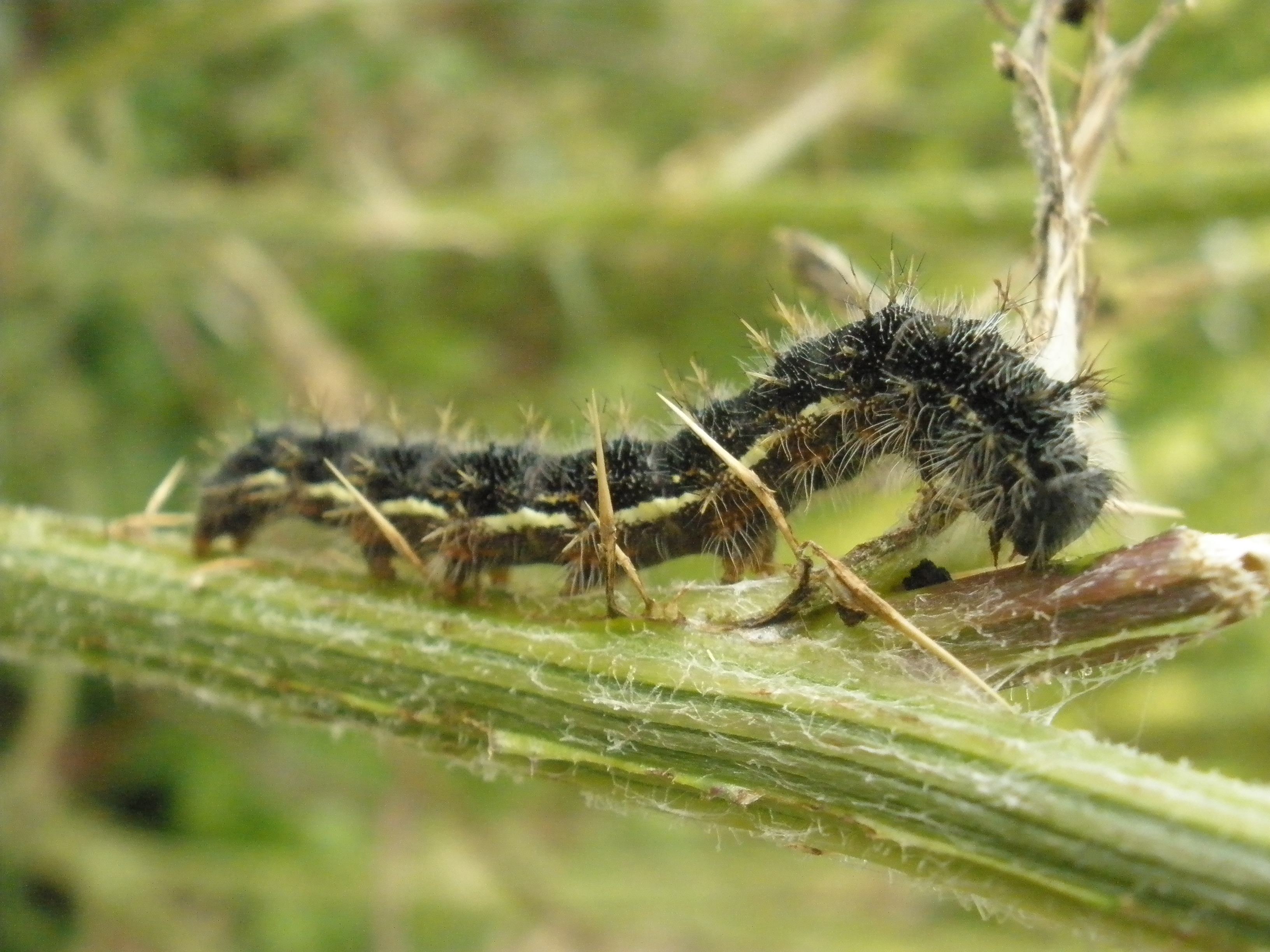
In het laatste stadium loopt de rups vrij rond.
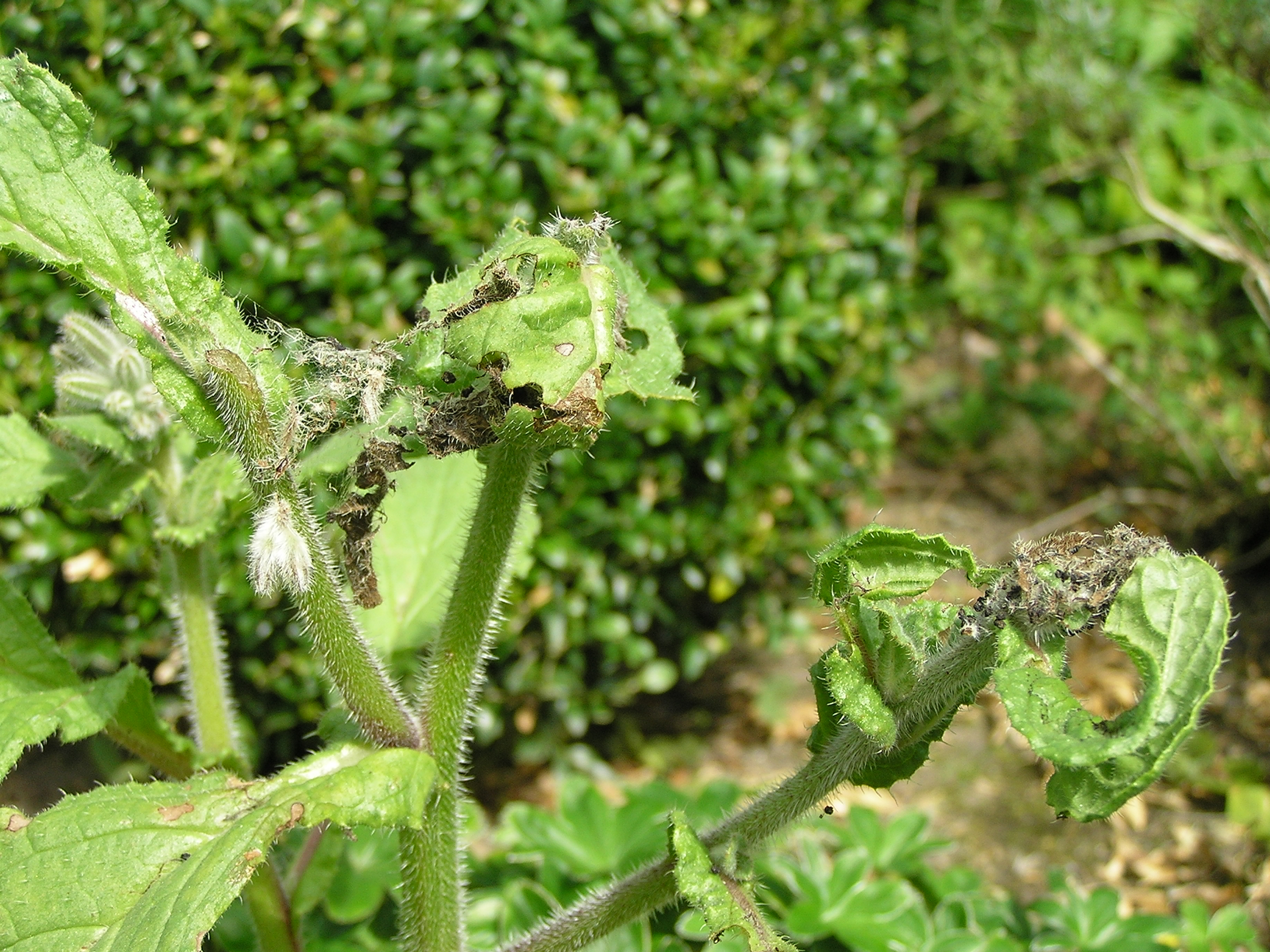
Vraatschade door rups aan bernagie